# داستان پلیس ۲۰۱۳
پلیس داستان ۲۰۱۳ (به انگلیسی: Police Story 2013)  یک فیلم جنایی، اکشن محصول مشترک چین و هنگ کنگ به کارگردانی و نویسندگی دینگ شنگ با بازی جکی چان است.

## بازیگران
- جکی چان ... کارآگاه ژونگ ون
- لیو یه .. وو جیانگ
- جینگ تیان ... میائو میائ